# Vodriž
Vodriž é um assentamento na Municipalidade-Cidade de Slovenj Gradec no norte da Eslovênia. A área faz parte da região tradicional da Estíria. Todo o município está agora incluído na Região Estatística da Caríntia.
Numa colina acima do povoado a oeste, ainda podem ser vistas as ruínas de um castelo do século XIII. O castelo foi queimado e abandonado tão cedo quanto o século XVII.